# Ortley
Ortley ist ein Dorf im Roberts County im US-Bundesstaat South Dakota. Ortley hat eine Fläche von 5,8 km². Das U.S. Census Bureau hat bei der Volkszählung 2020 eine Einwohnerzahl von 50 ermittelt.

## Demografische Daten
Das durchschnittliche Einkommen eines Haushalts liegt bei 23.438 USD, das durchschnittliche Einkommen einer Familie bei 24.063 USD. Männer haben ein durchschnittliches Einkommen von 21.875 USD gegenüber den Frauen mit durchschnittlich 21.250 USD. Das Pro-Kopf-Einkommen liegt bei 11.327 USD. 12,9 % der Einwohner und 10,5 % der Familien leben unterhalb der Armutsgrenze. 20,4 % der Einwohner sind unter 18 Jahre alt und auf 100 Frauen ab 18 Jahren und darüber kommen statistisch 95,5 Männer. Das Durchschnittsalter beträgt 45 Jahre (Stand: 2000).